# Daniel Schintone
Daniel Schintone, né le 4 février 1927 à Bort-les-Orgues (Corrèze) et mort le 20 juin 2015 à Toulouse, est un peintre français qui vivait et travaillait à Toulouse.

## Biographie
Dernier d'une fratrie de six enfants, il suit les déménagements de sa famille, son père travaillant à l'installation de lignes électriques. En 1932, la famille s'installe à Uzès (Gard), dans une maison qui comporte une chapelle paléochrétienne taillée dans le roc, où un christ et un saint gravés fascinent l'enfant. En 1937, les Schintone s'établissent à Toulouse. Daniel Schintone entre à l'école des beaux-arts. Il se passionne très vite pour l'art d'Extrême-Orient et achète des estampes japonaises qui l'influenceront durablement. En 1941, il remporte le premier prix de la Ville de Toulouse. En 1950, il fait partie des jeunes peintres qui se regroupent dans l'exposition Présence-1, constituant ce qu'on pourra appeler la jeune école toulousaine. En 1953, il devient professeur à l'école des beaux-arts, poste qu'il occupe sans discontinuer jusqu'en 1991, formant et accompagnant de nombreux artistes tels Gérard Daran, Mehdi Qotbi et Eric Marsiam.

## Œuvres
La peinture de Daniel Schintone, figurative et en dehors des tendances du temps, se caractérise par son élégance et sa sensualité, aplats de couleurs, arabesques, présence de la femme, ainsi qu'une technique et un métier certains. Daniel Schintone, ouvert à de nombreux domaines, s'est intéressé aussi bien au tatouage et à la peinture corporelle, qu'au costume militaire (il est d'ailleurs peintre de l'Armée de terre). Il a réalisé des lithographies et des illustrations de livres.
La démarche de Daniel Schintone dans sa création picturale était la métamorphose de son propre style occidental avec celui de l'Orient (Vietnam) pays qui l'habitait en son for intérieur.

## Publications
- Silhouettes toulousaines, éditions Loubatières, Toulouse,  (ISBN 2862661651 et 978-2862661650)
- Félix Napo, Pâques rouges, Toulouse, la bataille oubliée de l'Empire, 10 avril 1814, Toulouse, éditions Daniel Briand, 2003. Illustrations originales.

## Hommage
Le 29 janvier 2021, à Toulouse, l'allée principale du parc de Fontaine-Lestang (actuel no 24 rue Jacques-Gamelin) est nommée, par décision du conseil municipal, en son honneur.